# Santa Cruz Island Archeological District
Le Santa Cruz Island Archeological District est un district historique américain dans le comté de Santa Barbara, en Californie. Situé sur l'île Santa Cruz, dans le parc national des Channel Islands, il est inscrit au Registre national des lieux historiques depuis le 30 janvier 1980.